# 西塩田村
西塩田村（にししおだむら）は長野県小県郡にあった村。現在の上田市山田・野倉・手塚・十人・新町・前山にあたる。

## 地理
現在の上田市南西部、上田電鉄別所線の塩田町駅 - 別所温泉駅間の南側一帯にあたる。
- 山：女神岳、富士山、独鈷山
- 河川：産川

## 歴史
- 1889年（明治22年）4月1日 - 町村制の施行により、山田村・野倉村・手塚村・十人村・新町・前山村の区域をもって発足。
- 1956年（昭和31年）5月1日 - 別所村・東塩田村・中塩田村と合併して塩田町が発足。同日西塩田村廃止。